# 大白庄镇
大白庄镇，原称大白街道，是中华人民共和国天津市宝坻区下辖的一个镇。
2020年7月，全国爱卫会命名大白庄镇为2017-2019周期国家卫生乡镇。

## 建置沿革
2013年，天津市民政局批复同意撤销大白庄镇，设立大白街道办事处。
2019年3月，《天津市民政局关于同意宝坻区调整部分街镇设置及行政区划的批复》（津民函〔2018〕79号）同意撤销大白街道，设立大白庄镇。原大白街道辖20个村、户籍人口14631人，1个社区（社区人口6642人），辖区面积84.08平方公里。将其所辖京津新城规划区内部分（涉及南杨码头、北杨码头、朱家窝、范家庄、田家桥、大杨庄、甜水井、靳家庄等8个村，面积11.5平方公里）划归周良街道管辖。调整后，大白庄镇辖12个村、户籍人口9736人，辖区面积72.58平方公里，镇政府驻地为大白庄村。

## 行政区划
大白庄镇下辖以下地区：
大白庄村、小白庄村、孙校庄村、张狼庄村、马贵庄村、隋家庄村、彭元庄村、八道沽村、东老鸦口村、小杨庄村、大杨庄村、范家庄村、田家桥村、朱家窝村、南羊码头村、北羊码头村、大刘坡村、小刘坡村、甜水井村和靳家庄村。